# Ваткин, Яков Львович
Яков Лейбович (Львович) Ваткин (31 мая 1909, Екатеринослав — 1 апреля 1971, Днепропетровск) — советский учёный-металлург, лауреат Государственной премии СССР (1967). Доктор технических наук (1960), профессор (1963).

## Биография
Родился 18 мая (по старому стилю) 1909 года в Екатеринославе, в семье екатеринославского мещанина Лейба Лейзеровича Ваткина (1886—?) и свислочской мещанки Этты Янкелевны Ваткиной (в девичестве Брауда, 1883—?), заключивших брак там же 29 июля 1908 года. В 1926—1938 годах работал на металлургических заводах в Днепропетровске. В 1937 году окончил Днепропетровский металлургический институт и с 1938 года работал там же на кафедре обработки металлов давлением и кафедре трубопрокатного производства.
Во время войны находился в эвакуации; в 1941—1944 годах — доцент горно-металлургического института в Магнитогорске.
Умер 1 апреля 1971 года в Днепропетровске, был похоронен на Запорожском кладбище.

## Труды
Автор монографий, справочников, учебников и учебных пособий:
- Бесшовные трубы [Текст] : справочное руководство для рабочих / Я. Л. Ваткин, О. А. Пляцковский, Ю.И. Ващенко. - М. : Металлургиздат, 1963. - 182 с., [1] л. черт. : черт. ; 20 см. - Библиогр. в конце кн. (11 назв.). - 2700 экз.
- Трубное производство [Текст] : [учеб. для металлург. техникумов] / Я. Л. Ваткин, Ю. Я. Ваткин. - М. :Металлургия, 1970. - 510 с. : ил. ; 21 см. - В вып. дан. 1-й авт.: Ваткин Яков Львович. - 5000 экз.
- Пути повышения качества труб [Текст] / Я. Л. Ваткин, Г. А. Бибик. - Днепропетровск : Промінь, 1969. -78 с. : черт. ; 20 см. - В вып. дан. 1-й авт.: Яков Львович Ваткин. - Библиогр.: с. 77 (10 назв.). - 1000 экз.
- Чекмарев А.П., Ваткин Н.Л., Ханин М.И. и др. Прошивка в косовалковых станах. М.: Металлургия, 1967. -240 с.
- Калибровка инструмента трубных станов [Текст] / Ю. М. Матвеев, Я. Л. Ваткин. Москва : Металлургия, 1970.